# Mönsterrapport
Mönsterrapport är det område som utgörs av ett helt mönster, som sedan kan upprepas, med eller utan variation beroende på i vilket sammanhang mönsterrapporten existerar.
I en trasmatta kan mönsterrapporten utgöras av vissa färger inslagna i en vald ordning som sedan upprepas med samma eller helt andra färger, eller följs av en annan slags mönsterrapport, till dess att den första mönsterrapporten återkommer. 
För just trasmattor och löpare kan mönsterrapporten vara utformad så att den lämpar sig bäst att vävas spegelvänd när man kommit till mitten av väven. Traditionellt är det vanligt att trasmattans början och slut avviker från mönsterrapporten.
|  |  |  |